# بلادی مری (افسانه)

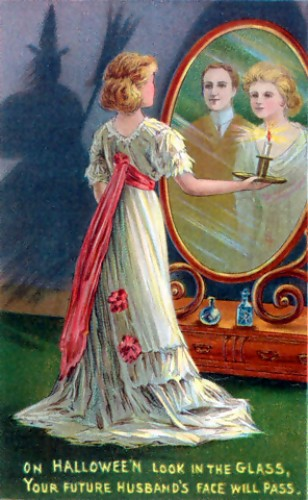
یک کارت تبریک هالووین در اوایل قرن بیستم، مراسم فالگیری را به تصویر می‌کشد که در آن زنی در اتاقی تاریک به آینه خیره می‌شود تا نگاهی اجمالی به چهره شوهر آینده‌اش بیندازد. سایه یک جادوگر بر روی دیوار در سمت چپ پدیدار شده است

بلادی مری (به انگلیسی: Bloody Mary) به معنای مری خونی یا مریم خونین یک روح یا جادوگر است که در فرهنگ غرب بیشتر تصور می‌شود. افسانه آن به این شکل است که اگر نام آن سه بار یا بیشتر جلوی آینه گفته شود؛ وی ظاهر شده و چشمان گوینده را از حدقه در می‌آورد. در بعضی نقاط بلادی مری به عنوان یک بخشی از بازی، بازی می‌شود.

## استفاده در فرهنگ
- بلادی مری به عنوان یک افسانه شهری در فیلم افسانه شهری استفاده شد.[۱]
- یک فیلم به نام بلادی مری بر اساس افسانه ساخته شده‌است.
- این افسانه در سریال ساوث پارک و در قسمت جهنم روی زمین ۲۰۰۶ هجو شد فقط با این تفاوت که به جای بلادی بیگی اسمالز بود.
- در فصل اول سریال سوپرنچرال قسمتی به نام «بلادی مری» بود که بلادی مری را یک روح نمایش داد.
- لیدی گاگا یک ترانه به همین نام در آلبوم این‌گونه زاده شده‌ام دارد.
- در بازی ویدئویی گرگی در میان ما بلادی مری در قسمت های آخر بازی وارد داستان شد.

بر اساس گفته ها این افسانه در نقاطی از آمریکای شمالی اتفاق افتاده است.